# 新興キネマ
新興キネマ株式会社（しんこうキネマ）は、かつて第二次世界大戦前に存在した日本の映画会社である。

## 概要
1931年（昭和6年）8月28日、帝国キネマ演芸を組織変更する形で設立、帝国キネマ太秦撮影所（現在の東映京都撮影所）を引き継いで生産拠点とした。
1934年（昭和9年）9月21日、室戸台風接近による強風のため撮影所、第一から第三セットが倒壊。
同年10月、東京（大泉）撮影所（現在の東映東京撮影所）を新設した。戦時統合のため1942年（昭和17年）1月10日、日活の製作部門および大都映画と合併して大日本映画製作株式会社（大映）を形成して消滅した。2つの撮影所のほかに、11の映画館を直営した。

## 沿革
- 1931年8月28日 - 改組設立[2]
- 1934年10月 - 東京（大泉）撮影所開所[5]
- 1936年 - 永田雅一が入社、京都撮影所長に就任
- 1939年3月29日 - 演芸部発足
- 1942年1月10日 - 合併消滅[2]

## データ
- 商号 : 新興キネマ株式会社
- 本店所在地 : 東京市京橋区八丁堀二丁目3番地3[1][2]
  - 現在の東京都中央区八丁堀二丁目25番9号 トヨタ八丁堀ビル[3]

北緯35度40分34秒 東経139度46分41秒 / 北緯35.67611度 東経139.77806度
- 代表 : 
  1. 堤友三郎
  2. 白井信太郎 [1]
- 事業内容 : 活動写真製造（映画の製作・配給）、賃貸常設館（映画館）の経営[1]
- 資本金 : 425万円（1931年[2] - 1937年[1]）
- 事業所 : 
  - 新興キネマ京都太秦撮影所 （1931年 - 1942年） : 京都府京都市右京区太秦西蜂岡町9番地
  - 新興キネマ東京（大泉）撮影所 （1934年 - 1942年） : 東京府東京市板橋区東大泉町（現在の東京都練馬区東大泉二丁目34番5号）

## 概要

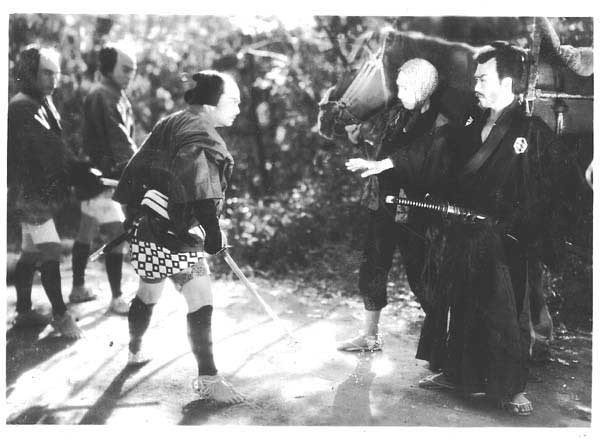
『忠次売出す』（1935年公開）のスチル写真。

前身は大阪にあった帝国キネマ演芸（帝キネ）である。
1931年（昭和6年）8月28日、東京・八丁堀に本社を構え、営業を開始した。京都・太秦の帝国キネマ太秦撮影所を引き継ぎ、「新興キネマ京都太秦撮影所」（現在の東映京都撮影所）としたほか、豊島園にあった不二スタジオ、阪東妻三郎プロダクションの所有する谷津遊園の撮影所を使用して、当初は映画製作を行っていた。同社が最初に配給した作品は、同年9月15日に浅草・常盤座で封切られた阪東妻三郎プロダクション製作の『風雲長門城』（監督東隆史、主演阪東妻三郎）であり、同社が最初に製作した作品は同年9月24日に同じく常盤座で封切られた『何が彼女を殺したか』（監督鈴木重吉、主演高津慶子）であった。1934年（昭和9年）10月には東京・大泉に「新興キネマ東京撮影所」（現在の東映東京撮影所）を新設、太秦から現代劇部を分離移転した。東京撮影所が最初に製作・公開した作品は1935年（昭和10年）1月5日に浅草電気館等で公開された『唐人お吉』（監督冬島泰三、主演水谷八重子）であった。
大谷竹次郎や白井信太郎らが設立に深く関わっており、事実上松竹の傍系会社であった。白井信太郎は当初京都撮影所長であったが、のちに社長に就任した。監督には伊丹万作、溝口健二、脚本家に当時新人の新藤兼人（監督デビューは戦後）、俳優には片岡千恵蔵、市川右太衛門、大友柳太朗、山田五十鈴、山路ふみ子、逢初夢子、河津清三郎、浦辺粂子、宇佐美淳、高田稔らが在籍した。子役時代の森光子も同社に籍を置いている。初期には嵐寛寿郎の嵐寛寿郎プロダクション（寛プロ）や入江たか子の入江ぷろだくしょん（入江プロ）とも提携し、作品を配給した。1936年（昭和11年）、後の大映社長となる永田雅一が入社、京都撮影所長に就任した。
1937年（昭和12年）5月11日には、直営館として経営していた浅草電気館、麻布新興館の2館で従業員が給料2割増と大入手当の復活を要求して、全日本労働総同盟（全総）関東一般使用人組合の本部員内田定太郎とともに交渉に入り、吉村百太常務取締役、内田錦一庶務部長出席のもと同月15日には解決したという記録が残っている。吉村百太は国際活映から松竹に移籍したあと、同社の東京撮影所の用地取得に功のある人物であり、内田錦一はのちに映画館経営を行う保善社を設立した人物である。
1937年（昭和12年）に日中戦争が始まると洋画の輸入が滞り、邦画で穴を埋めようにもフィルムの確保が容易ではなく、次第に配給網に綻びが生じるようになった。苦肉の策として映画の合間に漫才などの実演を入れざるを得ず、次第に芸人の引き抜きが活発になった。こうした流れに新興キネマは演芸部を新設して対応、吉本興業から高額報酬を条件に人気芸人を引き抜いて移籍させた（後述）。新興側としては吉本の2-3倍の報酬を支払っても、映画の製作費よりは安いという事情もあった。引き抜きとの批判については、希望者に門戸を開放したものと応えている。
1942年（昭和17年）、戦時統合によって、日活の製作部門、大都映画と合併、同年1月10日の創立総会をもって大日本映画製作株式会社（大映、現在の角川映画）となる。新興キネマの本社が、大映の本社となった。創立登記は同年1月27日で、新興キネマは消滅し、2つの撮影所、11館の直営劇場はいずれも大映が引き継いだが、製作本数削減のため撮影所は閉鎖休業した。

## おもなフィルモグラフィ
順不同。
- 『阿波狸合戦』
- 『静御前』
- 『姉』
- 『毒草』
- 『渦巻』
- 『女夫波』
- 『月魄』
- 『彼女の運命』
- 『磯の源太 抱寝の長脇差』
- 『月よりの使者』
- 『右門捕物帖 三十番手柄 帯解け仏法』
- 『大尉の娘』
- 『羅生門』
- 『太閤記 藤吉郎出世飛躍の巻』
- 『唐人お吉』
- 『貞操問答』
- 『片腕仁義』
- 『火の翼』
- 『情熱地獄』
- 『突破無電』
- 『若い力』
- 『街の姫君』
- 『己が罪』
- 『侍ニッポン』
- 『照る日くもる日』
- 『不如帰』
- 『間貫一』
- 『沓掛時次郎』
- 『宮本武蔵』
- 『忠次売出す』

## 映画館
同社が経営した映画館の一覧である（所在地は当時のもの）。合併によりいずれも大映の直営館になった。
- 浅草電気館 - 東京府東京市浅草区浅草公園六区4番地[1]
- 麻布新興館 - 東京府東京市麻布区三河台町13番地[1]
- 築地映画劇場 - 東京府東京市京橋区築地3丁目8番地
- 沼袋映画劇場 - 東京府東京市中野区沼袋町241番地
- 早稲田映画劇場 - 東京府東京市淀橋区（1945年4月空襲で焼失[16]）
- 保土ヶ谷映画劇場 - 神奈川県横浜市保土ケ谷区天王町165番地
- 千葉新興映画劇場 - 千葉県千葉市本千葉町73番地（のちの千葉セントラル劇場）
- 水戸新興劇場 - 茨城県水戸市裡信願寺町（1945年4月空襲で焼失[17]）
- 仙臺世界館 - 宮城県仙台市国分町138番地
- 新潟新興映画劇場 - 新潟県新潟市十二番街2866番地（現在の映劇大要）
- 濱松新興館 - 静岡県浜松市鍛冶町120番地

## 提携プロダクション
同社が配給提携したプロダクションの一覧である。
- 嵐寛寿郎プロダクション（嵐寛寿郎、1931年より提携）
- 阪東妻三郎プロダクション（阪東妻三郎、1931年より提携）
- 大衆文芸映画社（高村正次、1931年 - 1932年提携）
- 不二映画社（上森健一郎、1931年 - 1932年提携）
- 入江ぷろだくしょん（入江たか子、1932年 - 1935年提携）
- 高田稔プロダクション（高田稔、1934年 - 1936年提携）
- 片岡千恵蔵プロダクション（片岡千恵蔵、1935年 - 1936年提携）

## 新興演芸
1939年（昭和14年）3月29日には演芸部が発足、吉本興業からミスワカナ・玉松一郎、香島ラッキー・御園セブン、益田喜頓、坊屋三郎らを引き抜き一時は大騒動に発展する。背景には吉本の所属芸人があまりにも多くなり、少々の活躍ではギャラアップや劇場での出演順のランク上昇などが認められなくなっていたことが挙げられる。また新興では当初から芸人が異なるエリアの劇場をローテーションする興行体制を予定したことや、映画製作による収益等も見込んでギャラ等を計算したため、芸人にとっては大幅な待遇改善・ギャラの上昇につながった。
坊屋三郎は後に当時のことを「吉本では10日毎に新ネタを要求されていたのが新興では（大阪・京都・神戸の劇場を10日毎にローテーションするため）新ネタは1ヶ月毎でよくなりきちんとした作家も付く。独立したショーが用意され一流のバンドやダンサーもつく。おまけに月給も90円から300円に上がるとなると、これでOKしないのはバカだよ」と語っている。これに対し吉本側も芸人たちの新興側の劇場への出演を禁じる仮処分申請を行ったり、暴力団を使って実力で興行を阻止しようとしたりといった方法で対抗したが、既に日中戦争が始まっているという時節柄もあってか京都府警・大阪府警が調停に乗り出す。結局同年5月22日に両社の間で和解が成立し、正式に芸人の移籍が認められた。さらに1941年（昭和16年）には、漫才作者として有名な秋田實が吉本興業から同社に移籍し文芸部長に就任している。